# جلالپور جتان
جلالپور جتان (به انگلیسی: Jalalpur Jattan) یک منطقهٔ مسکونی در پاکستان است که در ناحیه گجرات واقع شده‌است. جلالپور جتان ۹۳٬۸۸۳ نفر جمعیت دارد.